# Quinnipiac River

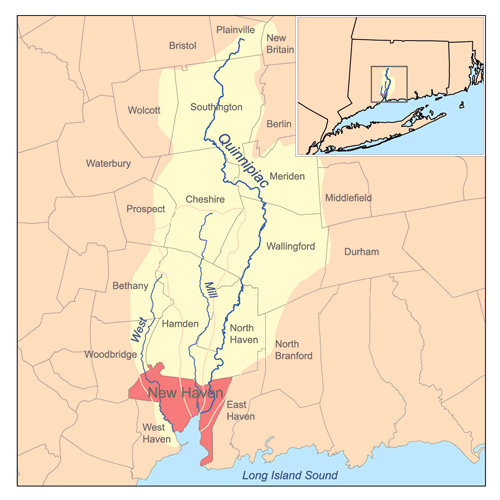
Einzugsgebiet des Quinnipiac River.

Der Quinnipiac River ist ein Fluss in Connecticut mit 73 km Länge.

## Geschichte

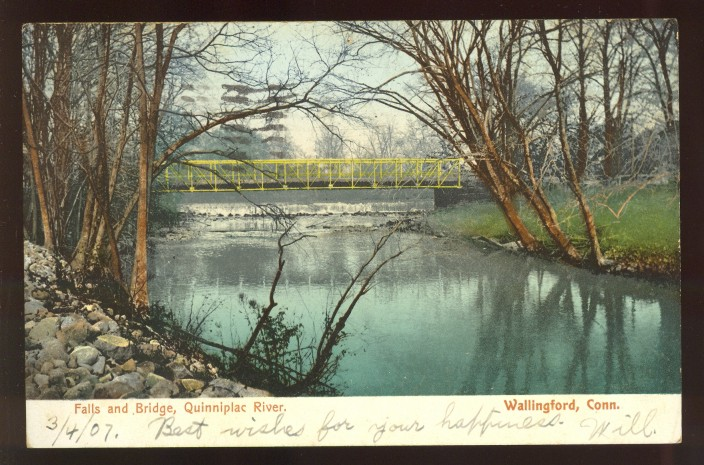
Brücke in Wallingford, 1907

Der Name des Flusses kommt aus der Algonkin-Phrase für „Langes Wasser-Land“ und wurde ursprünglich auf den Fluss im Gebiet seiner Mündung bezogen. Europäer erreichten den Fluss 1614. Am Anfang des 18. Jahrhunderts nannten die ersten Siedler den Fluss Dragon River nach der Bezeichnung der Seehunde, die damals als „sea dragons“ bezeichnet wurden. Im 18. Jh. waren sie offensichtlich im Gebiet sehr zahlreich.

## Geographie

### Einzugsgebiet und Verlauf
Der Quinnipiac River entwässert ein Gebiet von ca. 430 km². Er entsteht in Zentral-Connecticut im Dead Wood Swamp, westlich der Stadt New Britain und verläuft im Großen und Ganzen in südlicher Richtung durch die Gebiete der Städte Plainville, Southington und Cheshire, worauf er westlich von Meriden weiterfließt, Wallingford und Yalesville sowie North Haven, durchquert und in New Haven in eine Bucht des Long Island Sound mündet, etwas östlich des Stadtzentrums, wo der Mill River noch zufließt. Im Gebiet von New Haven liegt auch die unbewohnte Insel Grannis Island. In Wallingford wird der Quinnipiac zum Community Lake aufgestaut.
Es gibt vier Dämme, die zum größten Teil alte Überbleibsel sind und die die Schifffahrt verhindern. Der erste Damm befindet sich etwa 800 m südlich von Plantsville, der zweite Damm liegt am Südost-Ende des Hanover Pond in South Meriden, der dritte liegt im nordöstlichen Yalesville und der vierte befindet sich am Südende des Community Lake in Wallingford. Paddeln gehört zu den beliebtesten Freizeitaktivitäten am Fluss. Die meist genutzte Strecke liegt im Ästuar in North Haven. Der Einfluss der Gezeiten wirkt sich bis zu 23 km landeinwärts aus.

### Brücken
Einige wichtige Verkehrsadern überqueren den Quinnipiac River. Folgende Brücken sind erwähnenswert:
Tomlinson Bridge (U.S. Route 1); Pearl Harbor Memorial Bridge (Interstate 95); Ferry Street Bridge (Quinnipiac); Grand Avenue Bridge; I-91 Bridge (Interstate 91); Middletown Avenue Bridge;
Nördlich der Middletown Avenue Bridge gibt es nur unbedeutende kleine Brücken.

## Ökologie und Umweltschutz
Während des 19. und 20. Jahrhunderts litt der Fluss unter schwerer Verschmutzung, da in seinem Einzugsgebiete verschiedene Firmen der Schwerindustrie angesiedelt waren und die Abwässer der Großstädte ungeklärt eingeleitet wurden. Der Quinnipiac wurde so zum ersten Fluss in Connecticut, für den Maßnahmen zur Verschmutzungsbeschränkung eingeleitet wurden. 1886 erließ die Connecticut General Assembly eine Regel, die es der Stadt Meriden verbot, ungeklärte Abwässer in den Fluss zu leiten. 1891 wurde daraufhin die erste staatliche Kläranlage gebaut.
Trotzdem berichtete das State Board of Health 1914, das der größte Teil der Fische im Mündungsbereich verschwunden war. Die Verschmutzung ließ etwas nach durch die Durchführung des Connecticut Clean Water Act von 1967 und durch den Water Pollution Control Act von 1972, die den Behörden die Berechtigung gab, das Einzugsgebiet des Flusses sauber zu halten. Die Maßnahmen beinhalteten die Konstruktion von modernen Abfallentsorgungsanlagen für Abwässer und Industrieabfälle. Die Messwerte für Kupfer im Fluss sind seit den 1980ern um 70 % zurückgegangen und sind heute vergleichbar mit anderen Flüssen in Connecticut. Die Abwässer der Stadt New Haven sind jedoch bis heute ein großes Problem für die Ökologie des Ästuars.

## Freizeit
Neben den Möglichkeiten zum Paddeln ist Wandern entlang des Quinnipiac eine beliebte Freizeitmöglichkeit. Entlang des Westufers verläuft auf der gesamten Länge des Quinnipiac River State Park in North Haven der Quinnipiac Trail.